# The Studio
The Studio — британский журнал, посвящённый изобразительному искусству. Основан в 1893 году.
С первых лет своего существования был связан с утверждением модных эстетских тенденций в искусстве — в частности, ар-нуво и Движения искусств и ремёсел; одну из обложек журнала нарисовал Обри Бёрдслей. После Первой мировой войны симпатии журнала стали поворачиваться в сторону более авангардных художественных направлений, во второй половине XX века важное место на его страницах заняли архитектура и дизайн. В 1960-е гг. название журнала было изменено на Studio International. В 1906—1980 гг. выходило также ежегодное приложение к журналу — The Studio Year-Book of Decorative Art (с 1960-х гг. — Decorative Art in Modern Interiors).